# Turim
Turim (em italiano Torino e em piemontês Turin) é uma comuna italiana, capital e maior cidade da região do Piemonte, e efetivamente a quarta maior cidade do país, com uma população de 910 188 habitantes (2009), estando atrás apenas de Roma, Milão e Nápoles. Estende-se por uma área de 130 km², tendo uma densidade populacional de 6 596 hab/km². Faz fronteira com Venaria Reale, Settimo Torinese, Borgaro Torinese, San Mauro Torinese, Collegno, Rivoli, Baldissero Torinese, Grugliasco, Pino Torinese, Orbassano, Pecetto Torinese, Beinasco, Moncalieri e Nichelino. 
A cidade de Turim tem aproximadamente 1 700 000 habitantes em sua região metropolitana e 2 200 000 em sua área urbana (Metropolitan Database OCSE). A cidade é sede da fabricante FIAT e foi ainda sede dos Jogos Olímpicos de Inverno de 2006. A cidade é a quarta comuna italiana por população e constitui um terço do complexo econômico-produtivo do país. Cidade bimilenária, fundada provavelmente como Taurasia nas imediações atuais, em Turim do 3 século a.C, população celto-ligure da Itália Setentrional e transformada em colônia romana de Augusto como o nome de lulia Augusta Taurinorum no I século a.C. Foi durante a Alta Idade Média o centro de um importante ducado lombardo (o Ducado de Turim) e passou em seguida para o controle nominal dos Savoia no século XI, depois tornou-se sede da carolíngia Marca de Turim. Sucessivamente se constituiu uma comuna livre, sofrendo várias dominações, até que em 1280 tornou-se definitivamente parte da Casa de Savoia, e em seguida do Ducado de Savoia, do qual em 1563 se transformou em capital. Em 1720 foi capital do Reino da Sardenha. Foi a capital da Itália entre 1861 e 1864. Em Turim se encontra o Sudário de Turim.

## Geografia
Turim está localizada no noroeste da Itália. A cidade fica na extremidade ocidental da planície do rio Pó. É cercada a oeste pelos Alpes e a leste pelos morros do Monferrato.
Três grandes rios passam pela cidade: o Pó e dois de seus tributários, o Dora Riparia (do celta duria, água, mais tarde alterado para "Dúria Menor" pelos romanos) e o Stura di Lanzo e Sangone.
Na riva oriental o Pó tem como afluentes riachos que nascem nos morros.

## Demografia
No ano 1861, quando se tornou a capital da Itália, Turim tinha 173 mil habitantes. Após uma crise, devida à mudança da capital para Florença, Turim desenvolveu uma economia industrial, tornando-se a segunda cidade industrial, atrás apenas de Milão.
A cidade continuou crescendo, mesmo durante a Segunda Guerra Mundial, até ultrapassar o milhão de moradores durante os anos sessenta. A partir do final dos anos setenta houve uma diminuição da população, devida à baixa taxa de natalidade e ao crescimento das cidades na região metropolitana.[carece de fontes?]
Cerca de 16,4% da população possui menos de 14 anos de idade, enquanto aqueles em idade de aposentadoria são 18,8%. A cidade viu um crescimento no número de imigrantes, incluindo as áreas suburbanas. A população continua na maioria italiana (96,1%), mas há grupos significantes de romenos (2,3%), marroquinos (1,5%), peruanos (0,5%), albanianos (0,4%) e outros.
| Variação demográfica do município entre 1861 e 2011                               |
|                                                                                   |
| Fonte: Istituto Nazionale di Statistica (ISTAT) - Elaboração gráfica da Wikipedia |

## Economia
Hoje em dia a cidade é uma grande área industrial, conhecida particularmente como a sede da montadora de automóveis FIAT. A cidade é sede do edifício Lingotto, que já foi a maior fábrica de carros do mundo e que agora é centro de convenções, local para concertos, galeria de arte, centro de compras e hotéis. Outras companhias fundadas em Turim incluem a Invicta (1821), Lavazza, Martini, Kappa e a fábrica de chocolate Caffarel.
Também é um centro da indústria aeroespacial, com a Alenia. Alguns elementos principais da Estação Espacial Internacional foram produzidos na cidade. Futuros projetos europeus como Ariane 5 serão gerenciados de Turim pela nova companhia NGL, subsidiária da EADS (70%) e Finmeccanica (30%).
Em Turim também surgiram grandes companhias italianas, como a Telecom Italia do ramo das telecomunicações e a rede de televisão RAI. A maioria das indústrias de cinema moveram-se para outras partes da Itália, mas Turim continua sendo sede do Museu Nacional de Cinema.

## Cidades-irmãs
As cidades-irmãs são as seguintes:
- Belo Horizonte, Brasil
- Campinas, Brasil
- Campo Grande, Brasil
- Chambéry, França
- Colônia, Alemanha
- Córdova, Argentina
- Cuiabá, Brasil
- Detroit, Estados Unidos
- Gaza, Palestina
- Glasgow, Reino Unido
- Haifa, Israel
- Liège, Bélgica
- Lille, França
- Nagoya, Japão

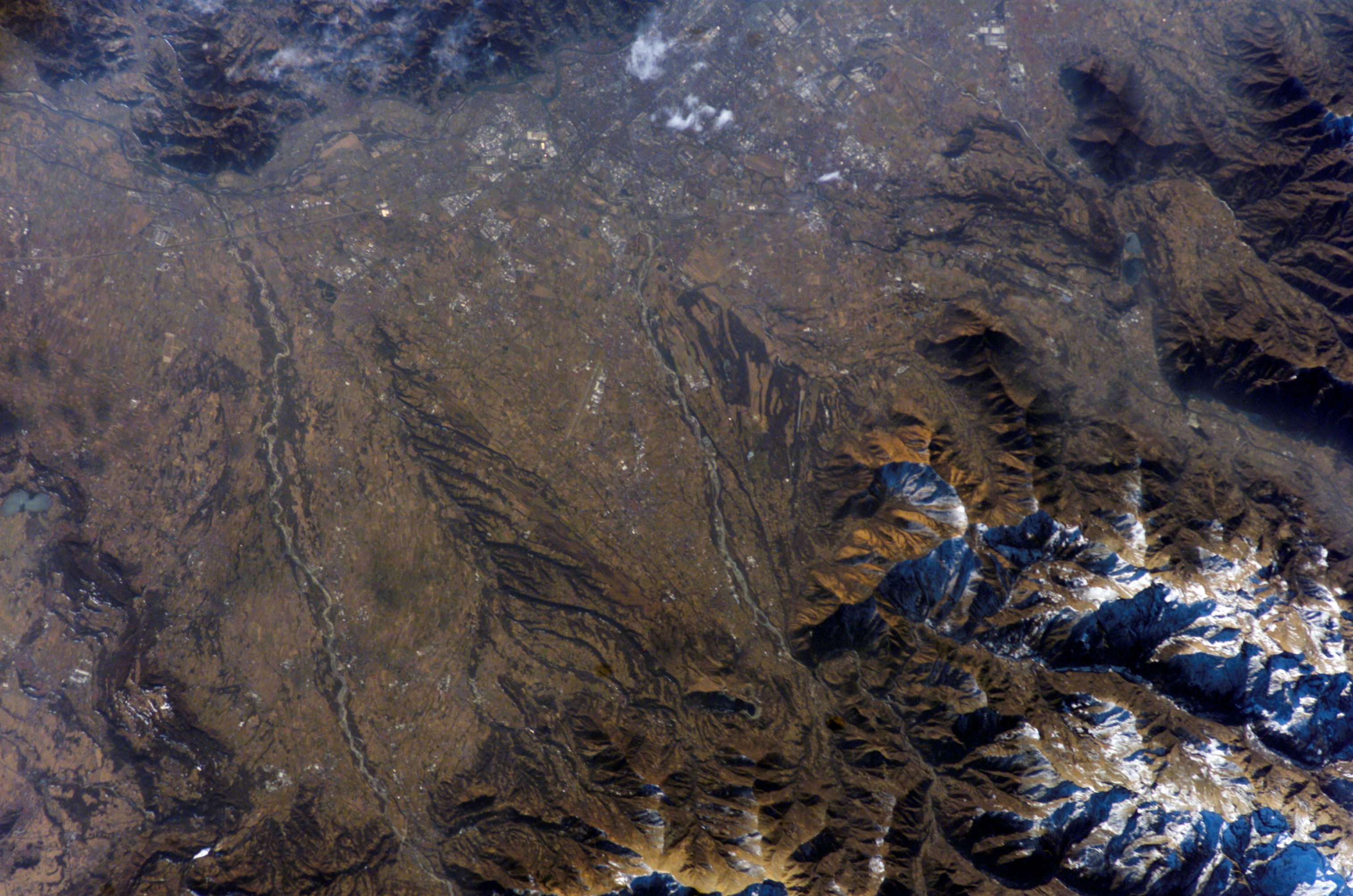
Turim vista da EEI

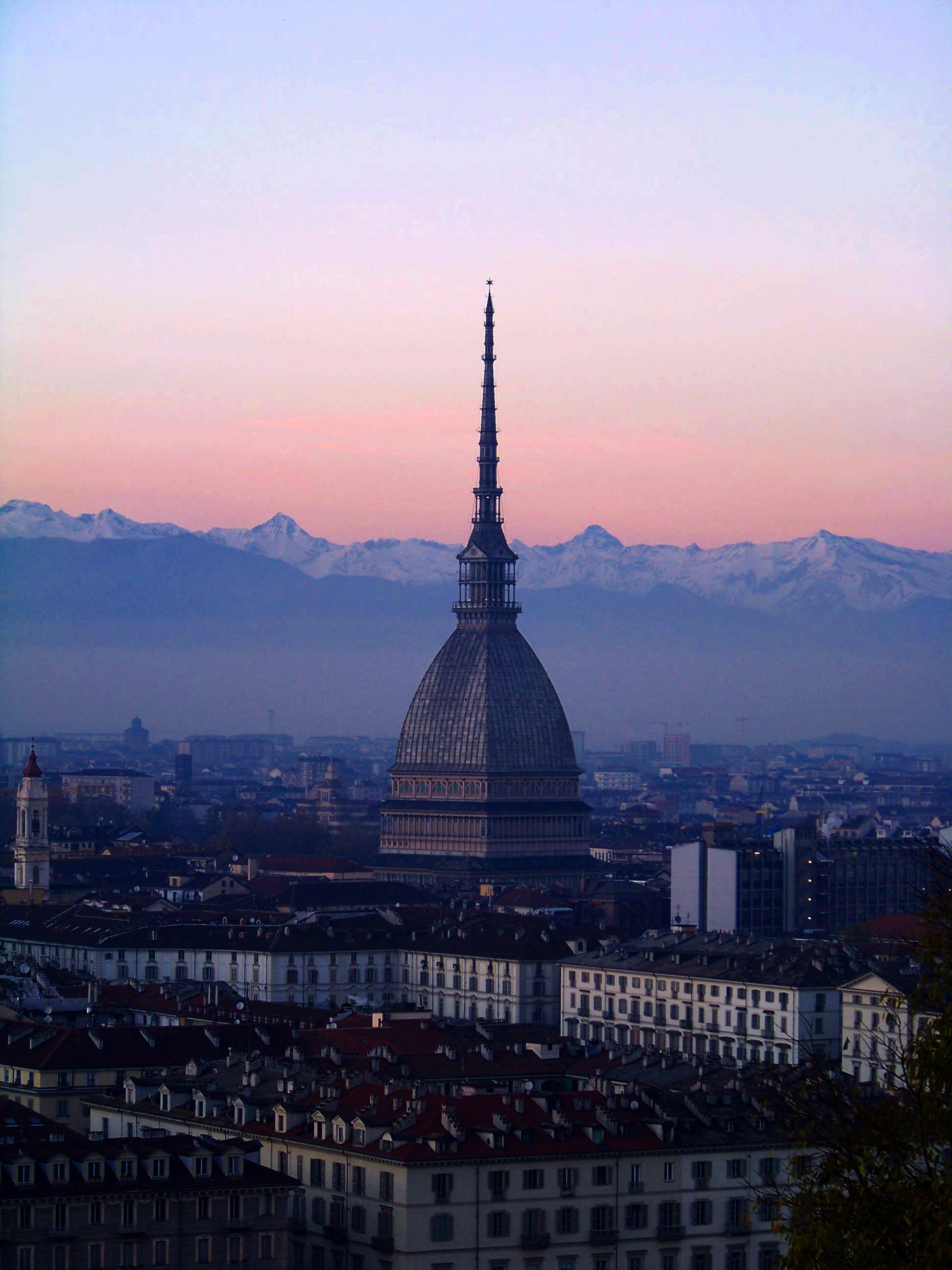
Mole Antonelliana, o símbolo de Turim, abriga o Museu Nacional do Cinema

- Quetzaltenango, Guatemala
- Roterdã, Países Baixos
- Salt Lake City, Estados Unidos
- Shenyang, China
- Tirana, Albânia
- Esch-sur-Alzette, Luxemburgo

Turim tem acordos de colaboração com as seguintes cidades:
- Bacău, Romênia
- Barcelona, Espanha
- Bogotá, Colômbia
- Cannes, França
- Gwangju, Coreia do Sul
- Harbin, China
- Lyon, França
- Shenzhen, China
- Vancouver, Canadá
- Zlín, República Checa

## Esporte
A cidade é conhecida por ser sede dos famosos times de futebol Juventus Football Club e de seu rival, Torino Football Club no qual disputam o clássico Juve vs.Toro. Turim também é famosa por ter participação em eventos como a Copa do Mundo da FIFA em 1934 e 1990 e os Jogos Olímpicos de Inverno de 2006.